# Laguna de Pedraza
La laguna de Pedraza es un humedal estacional ubicado en el término municipal de Pedraza de Campos, provincia de Palencia, España. Al igual que otras lagunas denominadas esteparias de la comarca de Tierra de Campos, se trata de un humedal recuperado tras su desecación en el siglo XX. Está incluido dentro de las 39.000 hectáreas de la zona de Especial Protección para las aves La Nava - Campos Sur (código ES0000216). El humedal tiene significada importancia medioambiental como hábitat de ciertas especies de aves acuáticas y limícolas.

## Características físicas
La laguna de Pedraza se ubica en una pequeña hondonada (denominada cubeta lagunar) rodeada de terrenos llanos característicos de la comarca de Tierra de Campos. El humedal está formado por dos lagunas diferenciadas: la Nava de Pedraza (de mayor extensión y que le da nombre) y las Nevillas (al sureste de la primera). Después de su recuperación el humedal abarca durante el periodo invernal una superficie de 72 hectáreas; aunque en el pasado, cuando todo el conjunto probablemente estuvo unido, la superficie total pudo superar las 200 ha. Los aportes hídricos a la laguna se consiguen de manera natural por medio del arroyo Madre (el cual fue dragado para conseguir la desecación del humedal) y del arroyo del Salón. La laguna permanece con agua durante los meses lluviosos, principalmente invierno y primavera, secándose por completo en periodo de estiaje (agosto y septiembre). Su profundidad media es de unos 50 centímetros. El suelo de la laguna tiene características salinas, formándose una pequeña lámina blancuzca cuando el terreno está seco; salinidad que además condiciona que predomine vegetación halófila.

## Avifauna
Las aves acuáticas y limícolas presentes en la laguna varían según el mes y el propósito de su presencia en el humedal. Las aves reproductoras más importantes que hacen presencia en la laguna son: las cigüeñuelas (Himantopus himantopus), las avefrías (Vanellus vanellus), las fochas comunes (Fulica atra) y los ánades reales (Anas platyrhynchos). En la invernada la laguna acoge la llegada de cientos o miles de ánsares comunes (Anser anser).

## Proyecto de recuperación
La laguna de Pedraza, junto con otros muchos humedales de Tierra de Campos incluyendo la denominada Mar de Campos, fueron desecados durante la década de los 60 del siglo XX para obtener aprovechamiento agrícola de los terrenos. En el año 2004 la Fundación Global Nature inició las conversaciones para conseguir el arrendamiento de las tierras comunales pertenecientes al ayuntamiento de Pedraza de Campos. En años posteriores se acometieron obras hidráulicas, principalmente en el arroyo Madre, con el fin de recuperar la cubeta lagunar y asegurar el aporte hídrico al humedal. Se mejoró el acceso y las indicaciones desde el núcleo de Pedraza de Campos (que dista en 3 kilómetros de la laguna) y se construyó un observatorio para uso de turistas, aficionados y ornitólogos.